# Toma austracista de Mallorca
La toma austracista de Mallorca fue un episodio de la Guerra de Sucesión Española que tuvo lugar el 27 de septiembre de 1706 cuando el Gran i General Consell del reino de Mallorca decidió rendirse ante la presencia en el puerto de Palma de una flota angloholandesa de la Gran Alianza que apoyaba al Archiduque Carlos en sus pretensiones a ocupar el trono de la Monarquía Hispánica frente al borbón Felipe V, que había sido designado como sucesor un mes antes de morir por el último rey de la Casa de Astria, Carlos II. Con el alineamiento del reino de Mallorca a favor de la causa austracista —aunque Menorca no sería tomada hasta dos años después— todos los estados de la Corona de Aragón se habían decantado por el Archiduque, mientras la Corona de Castilla apoyaba a Felipe V, como lo había demostrado la fracasada primera entrada en Madrid del archiduque Carlos que había tenido lugar tres meses antes.

## La capitulación de Ibiza y de Mallorca
El proyecto de tomar las Islas Baleares se ideó al mismo tiempo que se planeaba la ofensiva austracista sobre Madrid. El objetivo era conseguir para la flota de guerra aliada —integrada por barcos inglesa y holandesa— una base segura y un centro de aprovisionamiento para sus operaciones navales en el Mediterráneo.
En las tres islas baleares existía un partido austracista que mantenía contactos con los austracistas catalanes a través de Joan Antoni de Boixadors, conde de Savellà, cuya esposa estaba emparentada con destacados nobles mallorquines. Por eso el Archiduque Carlos le puso al frente de la expedición y en cuanto fuera ocupado el reino de Mallorca desempeñaría el cargo de gobernador en su nombre.
La escuadra aliada formada por unos 35 barcos, en su mayoría ingleses, primero se dirigió a Ibiza que capituló el 19 de septiembre de 1706 nada más avistar la flota. Inmediatamente el Consejo Insular de Ibiza proclamó a Carlos III y juró obediencia al conde de Savellà. Seis días después la flota se presentó en el puerto de Palma y el día 26 estallaba un motín popular austracista durante el cual algunas casas y tiendas de franceses y de algunos señalados felipiestas fueron saqueadas, lo que dificultó la resistencia del virrey de Mallorca, Baltasar Escrivá de Híjar, conde de la Alcudia, que contaba con pocos efectivos para la defensa de la isla. Así el día 27 de septiembre el Gran i General Consell decidió capitular.
Tras desembarcar el conde de Savellà reunió al Consell al que asistió la representación al completo de los artesanos y de los payeses ('campesinos'), pero no así la de los otros estamentos de los que sólo asistieron la mitad de sus representantes, "lo que resulta indicativo de los apoyos políticos con que contó Carlos III", según Joaquim Albareda. En esa sesión del Consell se aprobaron las capitulaciones, entre las que figuraba la confirmación de «todos los privilegios, prágmáticas, franquezas» concedidos a la Ciudad y al Reino en tiempo de Carlos II, pero no los «concedidos por los serenísimos reyes pasados», tal como reclamó el Consell al conde Savellà.
Después de esta reunión del Consell el Archiduque fue proclamado el 4 de octubre como rey de Mallorca con el título de Carlos III, actuando como plenipotenciario suyo el conde de Savellà —que en diciembre sería nombrado virrey y capitán general del reino de Mallorca—. El 6 de octubre embarcaron para Almería el conde de Alcudia, y otros destacados felipistas, como el obispo Francesc de la Portilla y el jurista de la Audiencia, Francesc Ametller.

## La insurrección austracista de Menorca y la reconquista borbónica
La noche del 11 de octubre tuvo lugar una insurrección austracista iniciada en Ciudadela que se hizo con el control de toda Menorca. Joan Miquel Saura fue nombrado gobernador por el conde de Savellà, quien juró en nombre de Carlos III los privilegios de la isla. Pero el dominio austracista duró solo tres meses, porque en cuanto la flota aliada abandonó las islas Baleares, se presentó una flota francesa en Mahón y recuperó la isla para los borbónicos el 1 de enero de 1707. La represión contra los austracistas fue muy dura y se convirtió en una ola de terror cuando en febrero fue descubierta una nueva conspiración en favor de Carlos III el Archiduque. Treinta y tres personas fueron ejecutadas. En noviembre de 1707 el gobernador borbónico, el castellano Diego Leonardo Dávila, "suprimió los privilegios de la isla, restringió el sistema de representación y ordenó que los jurados mayores de las villas [equivalentes a los jurats del Reino de Valencia] fueran nombrados por el rey".